# Gran Premio Bruno Beghelli Femenino
El Gran Premio Bruno Beghelli Femenino (oficialmente: Gran Premio Bruno Beghelli Internazionale Donne Elite) es una carrera ciclista femenina disputada en Italia, en los alrededores de Monteveglio. Es la versión femenina de la carrera del mismo nombre.
Se creó en 2016 como carrera de categoría 1.1 (máxima categoría del profesionalismo para carreras de un día femeninas) y su primera edición fue ganada por la ciclista australiana Chloe Hosking.

## Palmarés
| Año  | Ganador           | Segundo           | Tercero             |           |
| ---- | ----------------- | ----------------- | ------------------- | --------- |
| 2016 | Chloe Hosking     | Marianne Vos      | Barbara Guarischi   |           |
| 2017 | Marta Bastianelli | Elisa Balsamo     | Letizia Paternoster |           |
| 2018 | Elisa Balsamo     | Marta Bastianelli | Lorena Wiebes       |           |
| 2019 | Marta Bastianelli | Lorena Wiebes     | Chiara Consonni     |           |
| 2020 | cancelada         | cancelada         | cancelada           | cancelada |
| 2021 | cancelada         | cancelada         | cancelada           | cancelada |

## Palmarés por países
| País      | Victorias |
| --------- | --------- |
| Italia    | 3         |
| Australia | 1         |